# Srnice Donje
Srnice Donje är ett samhälle i Bosnien och Hercegovina.   Det ligger i entiteten Federationen Bosnien och Hercegovina, i den nordöstra delen av landet, 110 km norr om huvudstaden Sarajevo. Srnice Donje ligger 138 meter över havet och antalet invånare är 432.
Terrängen runt Srnice Donje är kuperad söderut, men norrut är den platt. Runt Srnice Donje är det ganska tätbefolkat, med 93 invånare per kvadratkilometer.. Närmaste större samhälle är Gračanica, 16,3 km sydväst om Srnice Donje. 
Omgivningarna runt Srnice Donje är en mosaik av jordbruksmark och naturlig växtlighet.